# Associazione Calcio Femminile Dilettantistica Venezia 1984 2009-2010
Questa voce raccoglie le informazioni riguardanti l'Associazione Calcio Femminile Dilettantistica Venezia 1984 nelle competizioni ufficiali della stagione 2009-2010.

## Stagione
Nel campionato di Serie A 2009-2010 il club veneto terminò al 10º posto, ultima posizione che garantiva la salvezza.
In Coppa Italia fu eliminata al terzo turno, il secondo al quale ebbe accesso in quanto iscritta alla Serie A, per 3-1 nell'incontro casalingo con il Chiasiellis.

## Divise e sponsor
Lo sponsor principale per la stagione entrante fu Casinò di Venezia.
|  | 1ª divisa |  | 2ª divisa |

## Rosa
| N. |                   | Ruolo | Calciatrice         |
| -- | ----------------- | ----- | ------------------- |
|    | Italia (bandiera) | P     | Tatiana Manente     |
|    | Italia (bandiera) | P     | Sara Penzo          |
|    | Italia (bandiera) | P     | Alessia Rizzo       |
|    | Italia (bandiera) | D     | Angela Balzani      |
|    | Italia (bandiera) | D     | Cristina Cassanelli |
|    | Italia (bandiera) | D     | Elisa Franzan       |
|    | Italia (bandiera) | D     | Elisa Fusaro        |
|    | Italia (bandiera) | D     | Lara Laterza        |
|    | Italia (bandiera) | D     | Marta Malvestio     |
|    | Italia (bandiera) | D     | Claudia Squizzato   |
|    | Italia (bandiera) | D     | Daniela Turra       |
|    | Italia (bandiera) | C     | Sara Bertoldo       |
|    | Italia (bandiera) | C     | Lodovica Bortot     |
|    | Italia (bandiera) | C     | Chiara Carpino      |

| N. |                   | Ruolo | Calciatrice         |
| -- | ----------------- | ----- | ------------------- |
|    | Italia (bandiera) | C     | Lisa Galvan         |
|    | Italia (bandiera) | C     | Valeria Lippolis    |
|    | Italia (bandiera) | C     | Giulia Lotto        |
|    | Italia (bandiera) | C     | Elena Ranzolin      |
|    | Italia (bandiera) | C     | Vanessa Stefanello  |
|    | Italia (bandiera) | C     | Irene Tombola       |
|    | Italia (bandiera) | C     | Eleonora Viezzer    |
|    | Italia (bandiera) | A     | Alice Bittante      |
|    | Italia (bandiera) | A     | Sara Capovilla      |
|    | Italia (bandiera) | A     | Federica Chinello   |
|    | Italia (bandiera) | A     | Marta Mason         |
|    | Italia (bandiera) | A     | Carlotta Mora       |
|    | Italia (bandiera) | A     | Cristina Pasqualato |

## Calciomercato

### Sessione estiva
| Acquisti | Acquisti            | Acquisti         | Acquisti   |
| R.       | Nome                | da               | Modalità   |
| -------- | ------------------- | ---------------- | ---------- |
| P        | Alessia Rizzo       | Valbruna Vicenza | definitivo |
| D        | Cristina Cassanelli | Fiamma Monza     | definitivo |
| D        | Elisa Franzan       | Vicenza          | definitivo |
| C        | Lisa Galvan         | Vicenza          | definitivo |
| A        | Alice Bittante      | Barcon           | definitivo |
| A        | Marta Mason         | Barcon           | definitivo |

|  |

## Risultati

### Serie A

#### Girone di andata
| Arbitro: | Simone Serani (Monza) |

|  |           |             |
|  | Marcatori | 7’ Bittante |

| Arbitro: | Alberto Marchetti (Vicenza) |

|  |           |                                      |
|  | Marcatori | 56’ Parisi 66’, 69’ Boni 89’ Toselli |

| Arbitro: | Andrea Giuseppe Zanonato (Vicenza) |

|                         |           |           |
| Rodella 19’ Bonetti 92’ | Marcatori | 88’ Turra |

| Arbitro: | Enrico Zanolla (Belluno) |

|               |           |             |
| Capovilla 56’ | Marcatori | 70’ Mangili |

| Arbitro: | Francesco Bergonzini (Civitavecchia) |

|               |           |               |
| Coluccini 41’ | Marcatori | 58’ Capovilla |

| Arbitro: | Matteo Michieli (Padova) |

|                          |           |           |
| Carpino 10’ Ranzolin 73’ | Marcatori | 91’ Miani |

| Arbitro: | Mattia Carta (Cagliari) |

|                                     |           |  |
| Domenichetti 14’, 27’ Tona 26’, 73’ | Marcatori |  |

| Arbitro: | Matteo Ravanello (Castelfranco Veneto) |

|                                                   |           |  |
| Laterza 25’ Capovilla 80’ (rig.) Mason 88’ (rig.) | Marcatori |  |

| Arbitro: | Flavio Aprea (Civitavecchia) |

|            |           |                                        |
| Pasqui 77’ | Marcatori | 43’ (rig.), 60’ Capovilla 47’ Bittante |

| Arbitro: | Giovanni Sorrentino (Mantova) |

|                                        |           |           |
| Sabatino 16’, 85’ Parejo 60’, 74’, 75’ | Marcatori | 27’ Mason |

| Arbitro: | Alen Serena (Bassano del Grappa) |

|           |           |                                |
| Turra 74’ | Marcatori | 20’ Vinci 28’ Cereda 65’ Ricco |

#### Girone di ritorno
| Arbitro: | Andrea Marangon (San Donà di Piave) |

|  |           |                         |
|  | Marcatori | 20’ Ferrandi 66’ Ramera |

| Arbitro: | Lorenzo Fabbri (San Giovanni Valdarno) |

|                                    |           |  |
| Boni 33’, 35’ Rocha 50’ Parisi 66’ | Marcatori |  |

| Mestre 20 febbraio 2010, ore 14:30 CET 14ª giornata | Venezia 1984                           | 0 – 0 referto | Graphistudio Tavagnacco | Stadio Francesco Baracca\| Arbitro: \| Matteo Ravanello (Castelfranco Veneto) \| |
| Arbitro:                                            | Matteo Ravanello (Castelfranco Veneto) |               |                         |                                                                                  |

| Arbitro: | Giorgio Natale Pretalli (Crema) |

|                 |           |          |
| Scarpellini 85’ | Marcatori | 7’ Mason |

| Arbitro: | Daniele Alfarè (Mestre) |

|  |           |                          |
|  | Marcatori | 15’ D'Ancona 49’ Caramia |

| Arbitro: | Enrico Zanolla (Belluno) |

|                               |           |                        |
| Bortolus 43’, 47’ Zanetti 63’ | Marcatori | 22’ Lotto 41’ Bittante |

| Arbitro: | Alessandro Prontera (Bologna) |

|  |           |                                                                 |
|  | Marcatori | 32’, 43’ Tona 37’ Domenichetti 45’ Fuselli 64’, 82’, 89’ Panico |

| Arbitro: | Filippo Pisicoli (Nichelino) |

|                                 |           |                        |
| Spanu 26’ Sodini 29’ Parodi 31’ | Marcatori | 22’ Lotto 41’ Bittante |

| Arbitro: | Nicola Badoer (Castelfranco Veneto) |

|                        |           |                 |
| Ranzolin 46’ Mason 50’ | Marcatori | 38’, 40’ Pasqui |

| Arbitro: | Matteo Micheli (Padova) |

|                                 |           |                        |
| Spanu 26’ Sodini 29’ Parodi 31’ | Marcatori | 50’ Costi 91’ Sabatino |

| Arbitro: | Massimo Verga (Bergamo) |

|                                 |           |                                     |
| Donghi 13’ Velati 48’ Greco 75’ | Marcatori | 76’ Mason 86’ Tombola 95’ Capovilla |

### Coppa Italia

#### Seconda fase
| Borgomeduna, Pordenone 4 ottobre 2009, ore 15:00 CEST | Graph. Campagna | 2 – 6 | Venezia 1984 | Campo di calcio di Borgomeduna |

#### Terza fase
| Mestre 18 ottobre 2009                                                          | Venezia 1984 | 1 – 3 referto                     | Chiasiellis | Centro sp. comunale Olimpia |
| \| \| \| \| \| Tombola 56’ \| Marcatori \| 57’, 60’ (rig.) Sedonati 90’ Gama \| |              |                                   |             |                             |
|                                                                                 |              |                                   |             |                             |
| Tombola 56’                                                                     | Marcatori    | 57’, 60’ (rig.) Sedonati 90’ Gama |             |                             |

## Statistiche

### Statistiche di squadra
| Competizione | Punti | In casa | In casa | In casa | In casa | In casa | In casa | In trasferta | In trasferta | In trasferta | In trasferta | In trasferta | In trasferta | Totale | Totale | Totale | Totale | Totale | Totale | DR  |
| Competizione | Punti | G       | V       | N       | P       | Gf      | Gs      | G            | V            | N            | P            | Gf           | Gs           | G      | V      | N      | P      | Gf     | Gs     | DR  |
| ------------ | ----- | ------- | ------- | ------- | ------- | ------- | ------- | ------------ | ------------ | ------------ | ------------ | ------------ | ------------ | ------ | ------ | ------ | ------ | ------ | ------ | --- |
| Serie A      | 18    | 11      | 2       | 3       | 6       | 9       | 24      | 11           | 2            | 3            | 6            | 15           | 27           | 22     | 4      | 6      | 12     | 24     | 51     | -27 |
| Coppa Italia | -     | 1       | 0       | 0       | 1       | 1       | 3       | 1            | 1            | 0            | 0            | 6            | 2            | 2      | 1      | 0      | 1      | 7      | 5      | 2   |
| Totale       | -     | 12      | 2       | 3       | 7       | 10      | 27      | 12           | 3            | 3            | 6            | 21           | 29           | 24     | 5      | 6      | 13     | 31     | 56     | -25 |

### Statistiche delle giocatrici
| Giocatore     | Serie A  | Serie A | Serie A     | Serie A    | Coppa Italia | Coppa Italia | Coppa Italia | Coppa Italia | Totale   | Totale | Totale      | Totale     |
| Giocatore     | Presenze | Reti    | Ammonizioni | Espulsioni | Presenze     | Reti         | Ammonizioni  | Espulsioni   | Presenze | Reti   | Ammonizioni | Espulsioni |
| ------------- | -------- | ------- | ----------- | ---------- | ------------ | ------------ | ------------ | ------------ | -------- | ------ | ----------- | ---------- |
| A. Balzani    | 0        | 0       | 0           | 0          | ?            | ?            | ?            | ?            | 0+       | 0+     | 0+          | 0+         |
| S. Bertoldo   | 0        | 0       | 0           | 0          | ?            | ?            | ?            | ?            | 0+       | 0+     | 0+          | 0+         |
| A. Bittante   | 20       | 3       | 1           | 0          | ?            | ?            | ?            | ?            | 20+      | 3+     | 1+          | 0+         |
| L. Bortot     | 16       | 0       | 0           | 0          | ?            | ?            | ?            | ?            | 16+      | 0+     | 0+          | 0+         |
| S. Capovilla  | 17       | 6       | 1           | 1          | ?            | ?            | ?            | ?            | 17+      | 6+     | 1+          | 1+         |
| C. Carpino    | 10       | 1       | 1           | 0          | ?            | ?            | ?            | ?            | 10+      | 1+     | 1+          | 0+         |
| C. Cassanelli | 19       | 0       | 0           | 0          | ?            | ?            | ?            | ?            | 19+      | 0+     | 0+          | 0+         |
| F. Chinello   | 17       | 0       | 0           | 0          | ?            | ?            | ?            | ?            | 17+      | 0+     | 0+          | 0+         |
| E. Franzan    | 4        | 0       | 0           | 0          | ?            | ?            | ?            | ?            | 4+       | 0+     | 0+          | 0+         |
| E. Fusaro     | 0        | 0       | 0           | 0          | ?            | ?            | ?            | ?            | 0+       | 0+     | 0+          | 0+         |
| L. Galvan     | 19       | 0       | 5           | 0          | ?            | ?            | ?            | ?            | 19+      | 0+     | 5+          | 0+         |
| L. Laterza    | 19       | 1       | 4           | 1          | ?            | ?            | ?            | ?            | 19+      | 1+     | 4+          | 1+         |
| V. Lippolis   | 9        | 0       | 1           | 0          | ?            | ?            | ?            | ?            | 9+       | 0+     | 1+          | 0+         |
| G. Lotto      | 21       | 1       | 1           | 0          | ?            | ?            | ?            | ?            | 21+      | 1+     | 1+          | 0+         |
| M. Malvestio  | 0        | 0       | 0           | 0          | ?            | ?            | ?            | ?            | 0+       | 0+     | 0+          | 0+         |
| T. Manente    | 0        | 0       | 0           | 0          | ?            | ?            | ?            | ?            | 0+       | 0+     | 0+          | 0+         |
| M. Mason      | 21       | 6       | 1           | 0          | ?            | ?            | ?            | ?            | 21+      | 6+     | 1+          | 0+         |
| C. Mora       | 1        | 0       | 0           | 0          | ?            | ?            | ?            | ?            | 1+       | 0+     | 0+          | 0+         |
| C. Pasqualato | 1        | 0       | 0           | 0          | ?            | ?            | ?            | ?            | 1+       | 0+     | 0+          | 0+         |
| S. Penzo      | 21       | -46     | 1           | 1          | ?            | ?            | ?            | ?            | 21+      | -46+   | 1+          | 1+         |
| E. Ranzolin   | 22       | 2       | 3           | 0          | ?            | ?            | ?            | ?            | 22+      | 2+     | 3+          | 0+         |
| A. Rizzo      | 3        | -5      | 0           | 0          | ?            | ?            | ?            | ?            | 3+       | -5+    | 0+          | 0+         |
| C. Squizzato  | 19       | 0       | 1           | 0          | ?            | ?            | ?            | ?            | 19+      | 0+     | 1+          | 0+         |
| V. Stefanello | 0        | 0       | 0           | 0          | ?            | ?            | ?            | ?            | 0+       | 0+     | 0+          | 0+         |
| I. Tombola    | 15       | 2       | 2           | 0          | ?            | ?            | ?            | ?            | 15+      | 2+     | 2+          | 0+         |
| D. Turra      | 22       | 2       | 2           | 0          | ?            | ?            | ?            | ?            | 22+      | 2+     | 2+          | 0+         |
| E. Viezzer    | 6        | 0       | 0           | 0          | ?            | ?            | ?            | ?            | 6+       | 0+     | 0+          | 0+         |